# Le Jour où Beaumont fit connaissance avec sa douleur
Le Jour où Beaumont fit connaissance avec sa douleur est un roman court de J. M. G. Le Clézio publié en 1964 au Mercure de France. 

## Résumé
Le récit se déroule en une seule nuit. Il commence à trois heure vingt-cinq du matin lorsque Beaumont, le personnage principal, est réveillé par une douleur qui semble provenir de sa mâchoire. Cette douleur physique (et bientôt psychologique) qui l'accable va en s'intensifiant. Beaumont tente d'abord de la calmer avec de l'aspirine et des somnifères mais les cachets le font cauchemarder : il rêve qu'il est victime d'une chute fatale. L'alcool et la musique échouent également à calmer sa souffrance et son angoisse. Puis, apercevant un combiné de téléphone, il appelle Paule — peut-être sa copine — et la supplie de venir le rejoindre. Celle-ci, qui habite chez ses parents, lui assure que la chose est impossible et remet sa visite au lendemain matin. Abandonné, furieux et terrifié, Beaumont entre alors plus profondément en sa douleur. Vers sept heure dix, il reprend le combiné mais cette fois compose des numéros au hasard. Il se confie d'abord à une voix anonyme, incrédule, irritée et qui finit par lui raccrocher au nez. Recomposant un nouveau numéro, il joint cette fois la voix d'une jeune fille, plus conciliante et empathique. Comme la première fois, il raconte sa mésaventure. Son discours, comme tout le récit, est centré sur les sensations, les émotions et la façon dont elles se rencontrent. La jeune fille promet de penser à Beaumont quand il sera mort. Beaumont raccroche et, pendant quelques minutes, s'enferme complètement dans sa douleur ; il l'habite comme un dernier refuge. Le matin vient et Beaumont monte sur le toit de son appartement et regarde le soleil, assis parmi les excréments d'oiseaux.

## Éditions
- Le Jour où Beaumont fit connaissance avec sa douleur, Mercure de France, 1964.